# Grete Reinwald
Grete Reinwald (Stuttgart, 25 de mayo de 1902 - Múnich, 24 de mayo de 1983) fue una actriz cinematográfica alemana. 

## Biografía
Nacida en Stuttgart, Alemania, su verdadero nombre era Malwina Margarete Reinwald. Hija de Otto Reinwald, formó parte del ballet infantil del Berliner Theater y, junto a su hermana Hanni Reinwald, fue modelo infantil en tarjetas postales de la época. Durante la Primera Guerra Mundial, actuó en el Kristallpalast de Leipzig y en el Zoo Palast de Berlín. Junto a sus hermanos Otto y Hanni, ella debutó como actriz cinematográfica en 1913 en el film Ein Sommernachtstraum in unserer Zeit. 
A partir de 1919 actuó en numerosas películas mudas, interpretando principalmente a mujeres enamoradas y a esposas fieles. Más adelante también fue actriz de reparto en diferentes películas sonoras. 
Grete Reinwald falleció en Múnich, Alemania, en 1983. Había estado casada con el actor Fred Louis Lerch. 

## Filmografía
- 1913 : Ein Sommernachtstraum in unserer Zeit
- 1916 : Proletardrengen
- 1919 : Die Nacht der Entscheidung
- 1919 : Die Schuld
- 1920 : Kämpfende Gewalten oder Welt ohne Krieg
- 1920 : Der Menschheit Anwalt
- 1920 : Das Ende des Abenteuers Paolo de Gaspardo
- 1920 : Der letzte Schuß
- 1921 : Die Faust des Schicksals
- 1921 : Am Narrenseil, 1. Teil - Schreckenstage der Finanzkreise
- 1921 : Am Narrenseil, 2. Teil - Rätsel der Kriminalistik
- 1921 : John Long, der Dieb
- 1921 : Die Flucht ins Jenseits oder Die dunkle Gasse von New York
- 1921 : Tom Mürger, der Bankräuber
- 1921 : Die kleine Dagmar
- 1921 : Das zweite Leben
- 1922 : Das Komödiantenkind
- 1922 : Das blinde Glück
- 1922 : Die sündige Vestalin
- 1922 : Die Dame und der Landstreicher
- 1922 : Jugend
- 1923 : Time is Money
- 1923 : Wilhelm Tell
- 1924 : Die Schmuggler von Bernina
- 1924 : Das Rennen des Todes
- 1924 : Gentleman auf Zeit
- 1924 : Das kalte Herz
- 1924 : Die Galgenbraut
- 1925 : Menschen am Meer
- 1925 : Lena Warnstetten
- 1925 : Goldjunge
- 1925 : Die Aßmanns
- 1925 : Was Steine resalen
- 1925 : Götz von Berlichingen zubenannt mit der eisernen Hand
- 1925 : Die Frau ohne Geld
- 1925 : Friesenblut
- 1925 : Schiff in Not
- 1926 : Fräulein Mama
- 1926 : Deutsche Herzen am deutschen Rhein
- 1926 : Ich hatt' einen Kameraden
- 1926 : Die elf schillschen Offiziere
- 1926 : Des Königs Befehl
- 1926 : Der Jäger von Fall
- 1927 : Stolzenfels am Rhein
- 1927 : An der Weser (hier hab' ich so manches liebe Mal...)
- 1927 : Tag der Rosen im August...
- 1927 : Ich habe im Mai von der Liebe geträumt
- 1927 : Feme
- 1927 : Steh' ich in finstrer Mitternacht
- 1928 : Schenk mir das Leben
- 1928 : Ich hatte einst ein schönes Vaterland
- 1928 : Herbstzeit am Rhein
- 1928 : Rutschbahn
- 1929 : Eleven Who Where Loyal
- 1929 : Kolonne X
- 1929 : Großstadtkinder - Zwischen Spree und Panke
- 1932 : Wäsche - Waschen – Wohlergehen
- 1932 : Einmal möcht' ich keine Sorgen haben
- 1933 : Schüsse an der Grenze
- 1933 : Hans Westmar
- 1933 : Alle machen mit
- 1935 : Der stählerne Strahl
- 1936 : Die lange Grete
- 1936 : Schloß Vogelöd
- 1938 : Träume sind Schäume
- 1938 : Pitty
- 1939 : Gastspiel im Paradies
- 1939 : Frauen für Golden Hill
- 1939 : Weißer Flieder
- 1939 : War es der im 3. Stock?
- 1940 : Verwandte sind auch Menschen
- 1940 : Der Sündenbock
- 1940 : Stern von Rio
- 1942 : Die große Liebe
- 1943 : Gefährlicher Frühling
- 1949 : Wer bist du, den ich liebe?
- 1952 : Gefangene Seele
- 1952 : Der Kaplan von San Lorenzo
- 1952 : Bis wir uns wiederseh’n
- 1957 : Die Prinzessin von St. Wolfgang